# کاروانسرای تاج‌آباد
کاروانسرای تاج آباد مربوط به دوره صفوی است و در شهرستان بهار، بخش مرکزی، روستای رسول آباد واقع شده و این اثر در تاریخ ۲۱ اردیبهشت ۱۳۷۶ با شمارهٔ ثبت ۱۸۷۲ به‌عنوان یکی از آثار ملی ایران به ثبت رسیده‌است. این کاروانسرا توسط زبیده خانم دختر ادیب و صوفی فتحعلی شاه قاجار ساخته شده‌است.

## ثبت در فهرست میراث جهانی
در ۲۶ شهریور ۱۴۰۲ در جریان چهل و پنجمین اجلاس کمیته میراث جهانی یونسکو در ریاض، کاروانسرای تاج‌آباد به‌همراه ۵۳ کاروانسرای تاریخی دیگر (جمعاً ۵۴ کاروانسرا در ۲۴ استان ایران) تحت عنوان کاروانسراهای ایرانی در فهرست میراث جهانی قرار گرفتند. این مجموعه جهانی به عنوان بیستمین و هفتمین اثر جهانی کشور ایران شناخته می‌شود.